# Sinfonia
Sinfonia (pronunciación en italiano: /siɱfoˈniːa/; plural sinfonie) es la palabra  italiana para sinfonía, del latín symphonia, a su vez derivado del griego antiguo συμφωνία symphōnia (acuerdo o concordia de sonido), del prefijo σύν (juntos) y ϕωνή (sonido). Se refiere más comúnmente a una pieza orquestal del siglo XVII o XVIII utilizada como introducción, interludio o posludio de una ópera,  oratorio, cantata o suite. La palabra también se encuentra en otras lenguas romances como el español o el portugués.
En la Edad Media hasta 1588, también era el nombre italiano de la zanfona Johann Sebastian Bach usó el término para sus composiciones para teclado, también conocidas como Invenciones a tres voces, y después de aproximadamente 1800, el término, cuando se refería a la ópera, significaba «obertura».
En el oratorio El Mesías (HWV 56) de Georg Friedrich Händel, la «Obertura del Mesías» (Obertura francesa en mi menor) se tituló originalmente «Sinfonia».